# Емил Янков
Емил Янков Янков е български икономист и политик от партия „Възраждане“. Народен представител в XLIX народно събрание.

## Биография
Емил Янков е роден на 28 ноември 1979 г. в град Пловдив, Народна република България.

## Политическа дейност
През юни 2022 г. става народен представител от партия „Възраждане“, като заема мястото на подалата оставка Елена Гунчева.
На парламентарните избори през 2023 г. е кандидат за народен представител от листата на партия „Възраждане“, 2-ри в 16 МИР Пловдив – град. Избран е за народен представител от същия многомандателен избирателен район.
Преди навлизането си в политиката Янков работи като таксиметров шофьор.